# 나라 TV 방송
나라 TV 방송은 1973년 4월 1일 나라현의 독립 UHF방송국으로 개국했다.
약칭은 TVN, 콜사인은 JONM-DTV이다.

## 연혁
- 1972년 2월 7일 - 설립.
- 1973년 4월 1일 - 개국. 개국 당시의 약칭은 UTN(UHF TV NARA의 약어)였다.
- 1984년 11월 1일 - 낮에 있는 방송 휴지 시간대를 이용한 「UTN 문자 뉴스」를 일본에서 처음으로 실시.
- 1989년 3월 1일 - 약칭을 TVN으로 변경.
- 1997년 - 음성다중방송 개시.
- 2004년 10월 22일 - 현재 본사·연주소로서 사용되고 있는 신사옥이 준공.
- 2004년 11월 1일 - 본사 기능을 신사옥에 이전.
- 2005년 4월 1일 - 방송 센터 기능을 신사옥에 이전.
- 2006년 4월 1일 - 지상파 디지털 텔레비전 방송 개시.
- 2009년 12월 1일 - 원세그방송 실시
- 2011년 7월 24일 - 아날로그 방송 종료

## 개요
1973년 4월에 개국한 이래 지역 소출력 라디오 방송을 제외하면 나라현 지역의 유일한 민영 방송국이다 2006년 (헤이세이 18년) 4월 1일 12시부터 지상파 디지털 방송을 시작했다. (원래는 같은 해 10월 1일에 시작 예정이었지만, 반년 앞당겨지게 된다.)
개국 이후 어느 바옹 네트워크에도 속하지 않는 독립 방송국으로 전국 독립 방송 협의회에 가맹하고 있다. 그러나 긴키 광역권은 TV 도쿄 계열 방송국 TV 오사카의 방송 구역이 오사카 부로 정해져 있어, 나라 현에서는 이코마시 등 현 서부 일부 지역을 제외하면 수신할 수 없는 지역이 많아서, 이를 보완하기 위해 TV 도쿄 계열 프로그램을 대량으로 구입하여 방송하고 있다. (긴키 지방에서는 와카야마 현의 TV 와카야마와 시가현의 비와코 방송도 마찬가지). 그러나 '월드 비즈니스 새틀 라이트'등 몇몇 프로그램을 제외하면 동시에 방송하는 경우에도 광고는 TV 도쿄와는 다른 내용으로 바꿔서 방송한다. 또한 소비자 금융업체의 CM을 방송하지 않고 있는데, CM까지 동시에 방송하는 프로그램의 스폰서로 나올 경우에는 AC 재팬 광고로 바꿔서 방송한다.
지상파 디지털 텔레비전 방송 가상 채널번호 "9" 번은 공식적으로는 도쿄의 독립방송국 도쿄 메트로폴리탄 텔레비전(TOKYO MX)밖에 사용하지 않은 번호이다. 또한 지상파 아날로그 방송 당시 이코마 송신소의 채널번호인 55번도 일본에서 가장 높은 자리에 위치한 채널번호였다. 또한, 디지털 방송에서는 화소 수 1920×1080 픽셀의 풀 HD 방송을 실시하고 있다.
긴키 지방에서는 마지막으로 음성 다중 방송을 시작한 방송국하여 일본에서 마지막으로 공식 웹 사이트를 개설하고 원세그 방송을 일본 민방에서는 마지막으로 시작한 방송국이기도 하다. 또한, 「주간 다이아몬드」(2007년 6월 2일자)에 게재된 '민방 127 국 경영력 랭킹'에서는 규모가 작은 편이었기 때문에 127 위 (최하위)으로 평가됐지만 최근 결산에서 5기 연속 흑자 (2기 연속으로 1 억엔의 경상 이익)을 계상 등 독립 방송국 중에서는 비교적 안정된 경영을 하고 있다.

## 같이 보기
- NHK 나라 방송국